# 沈建軍
沈 建軍 （シェン・チェンチュン、しん・けんぐん、1972年 - ）は、中華人民共和国のビジネスマン、下着ファッションデザイナー、元タレント。ワコール上海主任。
姓の「沈」は日本の当用漢字では「瀋」にあたるため「しん」となる。(日本の「沈」は中国語の簡体字では別の字である)
安徽省生まれ、武漢育ち。幼少頃は子役をしていた。1992年に来日、1998年度から2001年度までNHK教育テレビの中国語会話で母語話者の立場からのアシスタントを務めた。2002年度も一部コーナーが放送されたものの、2001年度放送終了とともに帰国し、以後は下着ファッションのデザイナーとして活躍している。
2000年3月31日に教育テレビで放送された『ようこそ外国語ワールド』では、『各国語別料理対決』のコーナーにおいて『粉蒸肉（湖北風スペアリブ）』を調理して優勝した。このレシピはNHK中国語会話テキスト2000年8月号に掲載された。